# 平下荒川
平下荒川（たいら しもあらかわ）は、福島県いわき市の大字である。郵便番号は970-8032。

## 地理
いわき市中央部の平地区に属し、地区内中部に位置する。北で平谷川瀬、平南白土、東で平中山、南で郷ケ丘、自由ケ丘、西で平上荒川とそれぞれ隣接する。概ね町村制施行以前の磐前郡上荒川村の流れを汲む地域である。平市街地から南へ丘陵部を越えた滑津川に流域の平地と周囲の丘陵地を区域とする。地区内を福島県道26号小名浜平線が縦断し、沿線に丘陵部に造成された住宅地や学校、総合公園が広がる。内郷御厩町に所在するいわき中央警察署及び平字正内町に所在する平消防署がそれぞれ管轄にあたる。

### 主な字
- 諏訪下
- 剃町
- 川前

- 中剃
- 五理内
- 久世原

- 砂田
- 大作
- 鶴ケ町

## 河川・水路
- 滑津川

## 歴史
- 1879年1月27日 - 平藩領下荒川村が福島県内における郡区町村制の施行により磐前郡の村となる[4]。
- 1889年4月1日 - 町村制の施行により下荒川村が北白土村、南白土村、谷川瀬村、上荒川村、中山村、小泉村、吉野谷村、上高久村と合併し、磐前郡飯野村が発足する。旧下荒川村域は飯野村の大字となる[4]。
- 1896年4月1日 - 磐前郡と周辺郡との合併により石城郡が発足し、石城郡飯野村となる[4]。
- 1950年4月1日 - 飯野村が平市と合併し、平市の大字となる[4]。
- 1966年10月1日 - 平市が磐城市・常磐市・内郷市・勿来市、石城郡小川町・遠野町・四倉町・川前村・田人村・好間村・三和村、双葉郡久之浜町・大久村と合併しいわき市となり、いわき市平地区の大字となる[4]。
- 1970年～ - 南西部の丘陵地の一部が宅地造成に伴い自由ケ丘として分離される[4]。

## 世帯数と人口
2023年10月31日現在の世帯数と人口は以下の通りである。
| 大字     | 世帯数   | 人口   |
| -------- | -------- | ------ |
| 平下荒川 | 1607世帯 | 3493人 |

## 小・中学校の学区
市立小・中学校に通う場合、学区は以下の通りとなる。
| 番地           | 小学校                 | 中学校                   |
| -------------- | ---------------------- | ------------------------ |
| 字南作         | いわき市立郷ケ丘小学校 | いわき市立中央台北中学校 |
| 上記を除く全域 | いわき市立平第五小学校 | いわき市立平第三中学校   |

## 交通

### 道路
- 国道6号常磐バイパス
  - 久世原トンネル
- 福島県道26号小名浜平線
  - 八ツ坂トンネル
  - 下荒川跨道橋
- 福島県道241号下高久谷川瀬線
- 一級市道砂屋戸川前線

### バス
新常磐交通路線バス
- （いわき駅方面） - 平工前・平工業高校
  - 赤井岳下～いわき駅～平工業高校
- （いわき駅方面） - 平工前 - 平五小前 - （豊間・小名浜方面）
  - いわき駅～豊間～江名～小名浜
  - いわき駅～豊間～小名浜～泉駅
  - 小名浜～江名～いわき駅～平商
- （いわき駅方面） - 平工前・平工業高校 - 平五小前 - （豊間・小名浜方面）
  - 泉駅～江名～平工業高～いわき駅
- （いわき駅方面） - 平工前 - つつじが丘 - 下荒川 - （小名浜方面）
  - 小名浜～鹿島～いわきニュータウン～昌平中高
- （いわき駅方面） - 平工前・平工業高校 - つつじが丘 - 下荒川 - （小名浜方面）
  - いわき駅～平工～玉川～小名浜

## 施設
- 福島県立平工業高等学校
- いわき市立平第五小学校
- 飯野公民館
- 上荒川公園 - 最初に開業した平野球場は西隣の平上荒川に位置する。
  - いわき陸上競技場
  - いわき市立総合体育館
  - いわき市民プール
  - いわき市弓道場
  - 平テニスコート
- 市営下荒川団地
- 市営久世原団地
- 新田目病院 - 病棟の一部がかかる。
- 曹洞宗龍門寺
- 下荒川諏訪神社